# Suehirogari
Suehirogari ou Gary Suehiro (すえひろがり) est un mangaka japonais, spécialisé dans les hentais, né le 8 février 1966 à Kagoshima. Littéralement, ce pseudonyme signifie "étalé comme un éventail ouvert".

## Œuvres
- 1994 : Exhibition
- 1994 : So young
- 1994 : Heartache
- 1997 : K.A.A.R.[2]
- 1998 : My life as[3]
- 1998 : Time machine
- 1999 : Circle
- 2003 : TAG
- 2005 : CAGE[4] (deux volumes)
- 2007 : Color of flower[5]
- 2009 : Road of Clouds[6]
- 2011 : Somuniiru[7]
- 2011 : Orunito[8] (deux volumes)
- 2012 : Qruel to be Kind
- 2012 : Satogaeri[9]
- 2012 : Citron
- 2013 : Stay in our village ![10]